# Аранка Биндер
Аранка Биндер (Сомбор, 19. јун 1966), је бивша српска спортисткиња која се такмичила у стрељаштву. Због санкција које су биле наметнуте СР Југославији, на Олимпијским играма 1992. године у Барселони такмичила се као независни учесник и освојила бронзану медаљу у дисциплини ваздушна пушка. На Олимпијским играма наступала је и 1996. године и 2000. године. Најбоље пласмане остварила је у ваздушној пушци, 9. место 1996. године и 15. место 2000. године. На Медитеранским играма 2005. године освојила је бронзану медаљу.